# 假胡麻草属
假胡麻草属（学名：Centrantheropsis）是玄参科下的一个属。该属仅有假胡麻草（Centrantheropsis rigida）一种，分布于中国贵州。